# Rita Borsellino
Rita Borsellino (Palermo, 2 de junho de 1945 - Palermo, 15 de agosto de 2018) foi uma farmacêutica,  ativista anti-Máfia, feminista e política italiana, irmã do juiz Paolo Borsellino, morto por um carro bomba, em atentado mafioso (1992).
Desde 1998 foi presidente da Associação Piera Cutino (Associazione Piera Cutino) que promove a pesquisa médica sobre a talassemia.
Era casada desde 1969 e teve três filhos.

## Obras publicadas
Em italiano:
- Nonostante Donna. Storie civili al femminile (1996);
- La fatica della legalità (1999);
- I ragazzi di Paolo. Parole di resistenza civile (2002);
- Fare memoria. Per non dimenticare e per capire (2003);
- Rita Borsellino - Il sorriso di Paolo (2005).

## Filmografia
- Un'altra storia de Marco Battaglia, Gianluca Donati, Laura Schimmenti, Andrea Zulini, documentario da produtora palermitana Playmaker (2006), sobre a campanha eleitoral de

Borsellino e as iniciativas derivadas da sua candidatura contra o presidente da região Totò Cuffaro. Recebeu o premio especial do juri no 24° Festival de Turim DOC-2006.
- 'Na stranizza d’amuri, documentario de Tommaso D'Elia (2007)